# さらば青春の時
「さらば青春の時」（さらば せいしゅんのとき）は、1977年3月20日に東芝EMIからリリースされたアリス10枚目のシングル。

## 解説
ジャケットに「アリス永遠のメッセージ」のコピー付きのシングルも発売された（1977年盤）。
1981年にはB面を「遠くで汽笛を聞きながら」に差し替えて再発売。
2018年4月からは、アリスのメンバー（谷村新司・堀内孝雄・矢沢透）が全員揃ってパーソナリティを務める『ヤングタウン金曜日』（MBSラジオ）のエンディングで流されている。
2020年10月28日にはMEG-CDで再発された（1977年盤）。

## 収録曲

### 1977年盤
1. さらば青春の時
  - 作詞・作曲：谷村新司／編曲：前田憲男
2. 最後のアンコール
  - 作詞・編曲：矢沢透／作曲：堀内孝雄

### 1981年盤
1. さらば青春の時
2. 遠くで汽笛を聞きながら
  - 作詞：谷村新司／作曲：堀内孝雄／編曲：篠原信彦